# Final de la Copa del Rey de fútbol 2022-23
La final de la Copa del Rey de fútbol 2022-23 de España fue el partido que decidió el ganador de esta competición, que supuso la 119.ª edición de su historia. El encuentro se disputó el 6 de mayo de 2023 en el Estadio La Cartuja de Sevilla, entre el Real Madrid C. F. y el C. A. Osasuna, club que disputó su segunda final en su historia después de 18 años tras haberla jugado en 2005.

## Finalistas
En negrita, las finales ganadas previamente.
| Equipos           | Finales jugadas anteriormente | Finales jugadas anteriormente |
| ----------------- | ----------------------------- | --- |
| Real Madrid C. F. | 39 (19)                       | 1903, 1905, 1906, 1907, 1908, 1916, 1917, 1918, 1924, 1928-29, 1930, 1933, 1934, 1936, 1940, 1943, 1946, 1947, 1958, 1959-60, 1960-61, 1961-62, 1967-68, 1969-70, 1973-74, 1974-75, 1978-79, 1979-80, 1981-82, 1982-83, 1988-89, 1989-90, 1991-92, 1992-93, 2001-02, 2003-04, 2010-11, 2012-13 y 2013-14. |
| C. A. Osasuna     | 1 (0)                         | 2004-05. |

## Sede de la Final
La final se jugó en el estadio de La Cartuja, de Sevilla, España.
| España                            |            |            |            |
| Ciudad                            | Estadio    |            |            |
| Sevilla                           | La Cartuja | La Cartuja | La Cartuja |
|                                   |            |            |            |
| 60 000 espectadores               |            |            |            |
| Final Copa del Rey de fútbol 2023 |            |            |            |

## Camino a la final
| Real Madrid C. F.          | Real Madrid C. F.          | Real Madrid C. F.          | Eliminatoria           | C. A. Osasuna             | C. A. Osasuna         | C. A. Osasuna         |
| -------------------------- | -------------------------- | -------------------------- | ---------------------- | ------------------------- | --------------------- | --------------------- |
| Rival                      | Resultado                  | Resultado                  | Fase                   | Rival                     | Resultado             | Resultado             |
| No participó en esta ronda | No participó en esta ronda | No participó en esta ronda | Primera ronda          | C. D. Fuentes             |                       | 1–4                   |
| No participó en esta ronda | No participó en esta ronda | No participó en esta ronda | Segunda ronda          | C. D. Arnedo              |                       | 1–3                   |
| C. P. Cacereño             |                            | 0–1                        | Dieciseisavos de final | C. Gimnàstic de Tarragona |                       | 1–2 (t. s.)           |
| Villarreal C. F.           |                            | 2–3                        | Octavos de final       | Real Betis                |                       | 2–2 (2:4 pen.)        |
| Atlético de Madrid         |                            | 3–1 (t. s.)                | Cuartos de final       | Sevilla F. C.             |                       | 2–1 (t. s.)           |
| F. C. Barcelona            |                            | 0–1                        | Semifinales            | Athletic Club             |                       | 1–0                   |
| F. C. Barcelona            |                            | 0–4                        | Semifinales            | Athletic Club             |                       | 1–1 (t. s.)           |
| Resultado global: 4–1      | Resultado global: 4–1      | Resultado global: 4–1      | Semifinales            | Resultado global: 2–1     | Resultado global: 2–1 | Resultado global: 2–1 |

## Partido (Final)

### Ficha
| 1     | Guardameta     | Thibaut Courtois    |     |
| 2     | Defensa        | Dani Carvajal       |     |
| 3     | Defensa        | Éder Militão        |     |
| 4     | Defensa        | David Alaba         |     |
| 12    | Defensa        | Eduardo Camavinga   |     |
| 18    | Centrocampista | Aurélien Tchouaméni | 69' |
| 15    | Centrocampista | Federico Valverde   |     |
| 8     | Centrocampista | Toni Kroos          | 82' |
| 21    | Delantero      | Rodrygo             | 89' |
| 20    | Delantero      | Vinícius Júnior     |     |
| 9     | Delantero      | Karim Benzema       |     |
| D. T. | D. T.          | Carlo Ancelotti     |     |

| 1     | Guardameta     | Sergio Herrera    |     |
| 15    | Defensa        | Rubén Peña        | 75' |
| 23    | Defensa        | Aridane Hernández |     |
| 5     | Defensa        | David García      |     |
| 3     | Defensa        | Juan Cruz         |     |
| 6     | Centrocampista | Lucas Torró       | 86' |
| 7     | Centrocampista | Jon Moncayola     |     |
| 22    | Centrocampista | Aimar Oroz        |     |
| 16    | Delantero      | Moi Gómez         | 86' |
| 12    | Delantero      | Ez Abde           | 75' |
| 17    | Delantero      | Ante Budimir      | 70' |
| D. T. | D. T.          | Jagoba Arrasate   |     |

| 22 | Defensa        | Antonio Rüdiger | 69' |
| 10 | Centrocampista | Luka Modrić     | 82' |
| 11 | Delantero      | Marco Asensio   | 89' |

| 9  | Delantero      | Ezequiel Ávila | 70' |
| 11 | Centrocampista | Kike Barja     | 75' |
| 14 | Centrocampista | Rubén García   | 75' |
| 19 | Centrocampista | Pablo Ibáñez   | 86' |
| 18 | Delantero      | Kike García    | 86' |

| 2' · 70' | Rodrygo | 1:0 2:1 |

| 58' | Lucas Torró | 1:1 |

| 41' · 45' · 75' · 90' · 90+4' | Éder Militão Vinícius Júnior Eduardo Camavinga Federico Valverde Thibaut Courtois |

| 21' · 37' · 83' · 90+4' | Jon Moncayola David García Kike Barja Pablo Ibáñez |

| Principal  | Sánchez Martínez  |
| Asistentes | Cabañero Martínez |
|            | Naranjo Pérez     |
| Cuarto     | Martínez Munuera  |
| Quinto     | López Mir         |

| VAR            | Jaime Latre     |
| Asistentes VAR | Barbero Sevilla |

|                    |     |     |
| Tiros              | 17  | 15  |
| Tiros a puerta     | 3   | 5   |
| Faltas             | 14  | 11  |
| Saques de esquina  | 6   | 3   |
| Fueras de juego    | 1   | 0   |
| Posesión del balón | 59% | 41% |

| Alineación inicial |

| 1     | Guardameta     | Thibaut Courtois    |     |
| 2     | Defensa        | Dani Carvajal       |     |
| 3     | Defensa        | Éder Militão        |     |
| 4     | Defensa        | David Alaba         |     |
| 12    | Defensa        | Eduardo Camavinga   |     |
| 18    | Centrocampista | Aurélien Tchouaméni | 69' |
| 15    | Centrocampista | Federico Valverde   |     |
| 8     | Centrocampista | Toni Kroos          | 82' |
| 21    | Delantero      | Rodrygo             | 89' |
| 20    | Delantero      | Vinícius Júnior     |     |
| 9     | Delantero      | Karim Benzema       |     |
| D. T. | D. T.          | Carlo Ancelotti     |     |

| 1     | Guardameta     | Sergio Herrera    |     |
| 15    | Defensa        | Rubén Peña        | 75' |
| 23    | Defensa        | Aridane Hernández |     |
| 5     | Defensa        | David García      |     |
| 3     | Defensa        | Juan Cruz         |     |
| 6     | Centrocampista | Lucas Torró       | 86' |
| 7     | Centrocampista | Jon Moncayola     |     |
| 22    | Centrocampista | Aimar Oroz        |     |
| 16    | Delantero      | Moi Gómez         | 86' |
| 12    | Delantero      | Ez Abde           | 75' |
| 17    | Delantero      | Ante Budimir      | 70' |
| D. T. | D. T.          | Jagoba Arrasate   |     |

| 22 | Defensa        | Antonio Rüdiger | 69' |
| 10 | Centrocampista | Luka Modrić     | 82' |
| 11 | Delantero      | Marco Asensio   | 89' |

| 9  | Delantero      | Ezequiel Ávila | 70' |
| 11 | Centrocampista | Kike Barja     | 75' |
| 14 | Centrocampista | Rubén García   | 75' |
| 19 | Centrocampista | Pablo Ibáñez   | 86' |
| 18 | Delantero      | Kike García    | 86' |

| 2' · 70' | Rodrygo | 1:0 2:1 |

| 58' | Lucas Torró | 1:1 |

| 41' · 45' · 75' · 90' · 90+4' | Éder Militão Vinícius Júnior Eduardo Camavinga Federico Valverde Thibaut Courtois |

| 21' · 37' · 83' · 90+4' | Jon Moncayola David García Kike Barja Pablo Ibáñez |

| Principal  | Sánchez Martínez  |
| Asistentes | Cabañero Martínez |
|            | Naranjo Pérez     |
| Cuarto     | Martínez Munuera  |
| Quinto     | López Mir         |

| VAR            | Jaime Latre     |
| Asistentes VAR | Barbero Sevilla |

|                    |     |     |
| Tiros              | 17  | 15  |
| Tiros a puerta     | 3   | 5   |
| Faltas             | 14  | 11  |
| Saques de esquina  | 6   | 3   |
| Fueras de juego    | 1   | 0   |
| Posesión del balón | 59% | 41% |

| Alineación inicial |

| 1     | Guardameta     | Thibaut Courtois    |     |
| 2     | Defensa        | Dani Carvajal       |     |
| 3     | Defensa        | Éder Militão        |     |
| 4     | Defensa        | David Alaba         |     |
| 12    | Defensa        | Eduardo Camavinga   |     |
| 18    | Centrocampista | Aurélien Tchouaméni | 69' |
| 15    | Centrocampista | Federico Valverde   |     |
| 8     | Centrocampista | Toni Kroos          | 82' |
| 21    | Delantero      | Rodrygo             | 89' |
| 20    | Delantero      | Vinícius Júnior     |     |
| 9     | Delantero      | Karim Benzema       |     |
| D. T. | D. T.          | Carlo Ancelotti     |     |

| 1     | Guardameta     | Sergio Herrera    |     |
| 15    | Defensa        | Rubén Peña        | 75' |
| 23    | Defensa        | Aridane Hernández |     |
| 5     | Defensa        | David García      |     |
| 3     | Defensa        | Juan Cruz         |     |
| 6     | Centrocampista | Lucas Torró       | 86' |
| 7     | Centrocampista | Jon Moncayola     |     |
| 22    | Centrocampista | Aimar Oroz        |     |
| 16    | Delantero      | Moi Gómez         | 86' |
| 12    | Delantero      | Ez Abde           | 75' |
| 17    | Delantero      | Ante Budimir      | 70' |
| D. T. | D. T.          | Jagoba Arrasate   |     |

| 22 | Defensa        | Antonio Rüdiger | 69' |
| 10 | Centrocampista | Luka Modrić     | 82' |
| 11 | Delantero      | Marco Asensio   | 89' |

| 9  | Delantero      | Ezequiel Ávila | 70' |
| 11 | Centrocampista | Kike Barja     | 75' |
| 14 | Centrocampista | Rubén García   | 75' |
| 19 | Centrocampista | Pablo Ibáñez   | 86' |
| 18 | Delantero      | Kike García    | 86' |

| 2' · 70' | Rodrygo | 1:0 2:1 |

| 58' | Lucas Torró | 1:1 |

| 41' · 45' · 75' · 90' · 90+4' | Éder Militão Vinícius Júnior Eduardo Camavinga Federico Valverde Thibaut Courtois |

| 21' · 37' · 83' · 90+4' | Jon Moncayola David García Kike Barja Pablo Ibáñez |

| Principal  | Sánchez Martínez  |
| Asistentes | Cabañero Martínez |
|            | Naranjo Pérez     |
| Cuarto     | Martínez Munuera  |
| Quinto     | López Mir         |

| VAR            | Jaime Latre     |
| Asistentes VAR | Barbero Sevilla |

|                    |     |     |
| Tiros              | 17  | 15  |
| Tiros a puerta     | 3   | 5   |
| Faltas             | 14  | 11  |
| Saques de esquina  | 6   | 3   |
| Fueras de juego    | 1   | 0   |
| Posesión del balón | 59% | 41% |

| Alineación inicial |

| 1     | Guardameta     | Thibaut Courtois    |     |
| 2     | Defensa        | Dani Carvajal       |     |
| 3     | Defensa        | Éder Militão        |     |
| 4     | Defensa        | David Alaba         |     |
| 12    | Defensa        | Eduardo Camavinga   |     |
| 18    | Centrocampista | Aurélien Tchouaméni | 69' |
| 15    | Centrocampista | Federico Valverde   |     |
| 8     | Centrocampista | Toni Kroos          | 82' |
| 21    | Delantero      | Rodrygo             | 89' |
| 20    | Delantero      | Vinícius Júnior     |     |
| 9     | Delantero      | Karim Benzema       |     |
| D. T. | D. T.          | Carlo Ancelotti     |     |

| 1     | Guardameta     | Sergio Herrera    |     |
| 15    | Defensa        | Rubén Peña        | 75' |
| 23    | Defensa        | Aridane Hernández |     |
| 5     | Defensa        | David García      |     |
| 3     | Defensa        | Juan Cruz         |     |
| 6     | Centrocampista | Lucas Torró       | 86' |
| 7     | Centrocampista | Jon Moncayola     |     |
| 22    | Centrocampista | Aimar Oroz        |     |
| 16    | Delantero      | Moi Gómez         | 86' |
| 12    | Delantero      | Ez Abde           | 75' |
| 17    | Delantero      | Ante Budimir      | 70' |
| D. T. | D. T.          | Jagoba Arrasate   |     |

| 22 | Defensa        | Antonio Rüdiger | 69' |
| 10 | Centrocampista | Luka Modrić     | 82' |
| 11 | Delantero      | Marco Asensio   | 89' |

| 9  | Delantero      | Ezequiel Ávila | 70' |
| 11 | Centrocampista | Kike Barja     | 75' |
| 14 | Centrocampista | Rubén García   | 75' |
| 19 | Centrocampista | Pablo Ibáñez   | 86' |
| 18 | Delantero      | Kike García    | 86' |

| 2' · 70' | Rodrygo | 1:0 2:1 |

| 58' | Lucas Torró | 1:1 |

| 41' · 45' · 75' · 90' · 90+4' | Éder Militão Vinícius Júnior Eduardo Camavinga Federico Valverde Thibaut Courtois |

| 21' · 37' · 83' · 90+4' | Jon Moncayola David García Kike Barja Pablo Ibáñez |

| Principal  | Sánchez Martínez  |
| Asistentes | Cabañero Martínez |
|            | Naranjo Pérez     |
| Cuarto     | Martínez Munuera  |
| Quinto     | López Mir         |

| VAR            | Jaime Latre     |
| Asistentes VAR | Barbero Sevilla |

|                    |     |     |
| Tiros              | 17  | 15  |
| Tiros a puerta     | 3   | 5   |
| Faltas             | 14  | 11  |
| Saques de esquina  | 6   | 3   |
| Fueras de juego    | 1   | 0   |
| Posesión del balón | 59% | 41% |

| Alineación inicial |

|                                      |
|                                      |
| Campeón Real Madrid C. F. 20° título |